# 彭俊諺
彭俊諺（1989年12月5日—）為前臺灣男子籃球運動員，場上位置為控球後衛。

## 職業生涯
2020年11月，璞園建築團隊將彭俊諺從超級籃球聯賽桃園璞園建築轉移至P. LEAGUE+桃園領航猿。
2021年6月2日，彭俊諺於休賽季期間加盟全国男子篮球联赛武汉当代。10月21日，桃園領航猿將彭俊諺交易至高雄鋼鐵人，換回2023年新人選秀會第一輪選秀權。
2022年11月30日，高雄17直播鋼鐵人宣布與彭俊諺解除合約關係。12月1日，彭俊諺加盟T1聯盟臺中太陽。2023年10月16日，臺中太陽宣布解散。11月4日，彭俊諺宣布高掛球鞋，計畫轉換身分為教練。

## 外部連結
- 彭俊諺的Instagram帳戶
- 彭俊諺在fiba.basketball（英语）
- 彭俊諺在archive.fiba.com（存檔）（英语）
- 彭俊諺在P. LEAGUE+官網
- 彭俊諺在Eurobasket.com（球員）（英语）
- 彭俊諺在RealGM（球員）（英语）